# Рубіян (салат)
Рубіян або Джамбарії (араб. سلطة ملفوف / سلطة الجمبري‎) — традиційний арабський салат, зазвичай складається з креветок, помідорів, майонезу, листя салату, кетчупу, гострого соусу, гірчиці, лимонного соку, солі.